# Juan Soto
Juan Soto (Caracas, 1977. október 14. –) venezuelai nemzetközi labdarúgó-játékvezető.

## Pályafutása

### Nemzetközi játékvezetés
A Venezuelai labdarúgó-szövetség Játékvezető Bizottsága (JB) 2005-ben terjesztette fel nemzetközi játékvezetőnek, a Nemzetközi Labdarúgó-szövetség (FIFA) bíróinak keretébe. Több nemzetek közötti válogatott és klubmérkőzést vezetett. 
| Időpont             | Helyszín              | Mérkőzés típusa           | Mérkőzés   |
| ------------------- | --------------------- | ------------------------- | ---------- |
| 2005. augusztus 17. | Nemzeti Stadion, Lima | első válogatott mérkőzése | Peru–Chile |

#### Világbajnokság
A világbajnoki döntőhöz vezető úton Dél-Afrikába a XIX., a 2010-es labdarúgó-világbajnokságra a FIFA JB bíróként alkalmazta. 2012-ben a FIFA JB bejelentette, hogy a brazil labdarúgó-világbajnokság lehetséges játékvezetőinek átmeneti listájára jelölte.
| Időpont           | Helyszín                           | Mérkőzés típusa        | Mérkőzés     | Eredmény | Nézők száma |
| ----------------- | ---------------------------------- | ---------------------- | ------------ | -------- | ----------- |
| 2009. október 14. | Alejandro Villanueva Stadion, Lima | előselejtező (15. kör) | Peru–Bolívia | 1 : 0    | 4 373       |

#### Amerika Kupa
Argentína rendezte a 43., a 2011-es Copa América labdarúgó tornát, ahol a CONMEBOL JB bíróként foglalkoztatta.
| Időpont         | Helyszín                       | Mérkőzés típusa           | Mérkőzés     | Eredmény |
| --------------- | ------------------------------ | ------------------------- | ------------ | -------- |
| 2011. július 4. | Bicentenario Stadion, San Juan | előselejtező (C. csoport) | Chile–Mexikó | 2 : 1    |

#### Olimpia
A 2012. évi nyári olimpiai játékok labdarúgó tornájára a FIFA JB bírói szolgálatra hívta meg.
| Időpont          | Helyszín                          | Mérkőzés típusa        | Mérkőzés               | Eredmény | Nézők száma |
| ---------------- | --------------------------------- | ---------------------- | ---------------------- | -------- | ----------- |
| 2012. július 29. | St James' Park Stadion, Newcastle | selejtező (D. csoport) | Spanyolország–Honduras | 0 : 1    | 26 523      |

#### Nemzetközi kupamérkőzések
Vezetett Kupa-döntők száma: 1.

##### Szuperkupa
| Időpont          | Helyszín                                  | Mérkőzés típusa     | Mérkőzés                                    | Eredmény | Nézők száma |
| ---------------- | ----------------------------------------- | ------------------- | ------------------------------------------- | -------- | ----------- |
| 2009. június 25. | José Pinheiro Borda Stadion, Porto Alegre | döntő első mérkőzés | Internacional (brazil)–LDU Quito (ecuadori) | 0 : 1    | 30 284      |

## Szakmai sikerek
1974-ben a nemzetközi játékvezetés hírnevének erősítése, hazájában 10 éve a legmagasabb Ligában (osztályban) folyamatosan tevékenykedő, eredményes pályafutása elismeréseként, a FIFA JB felterjesztésére az 1965-ben alapított International Referee Special Award címmel és oklevéllel tüntette ki.